# Wolfgang Musculus

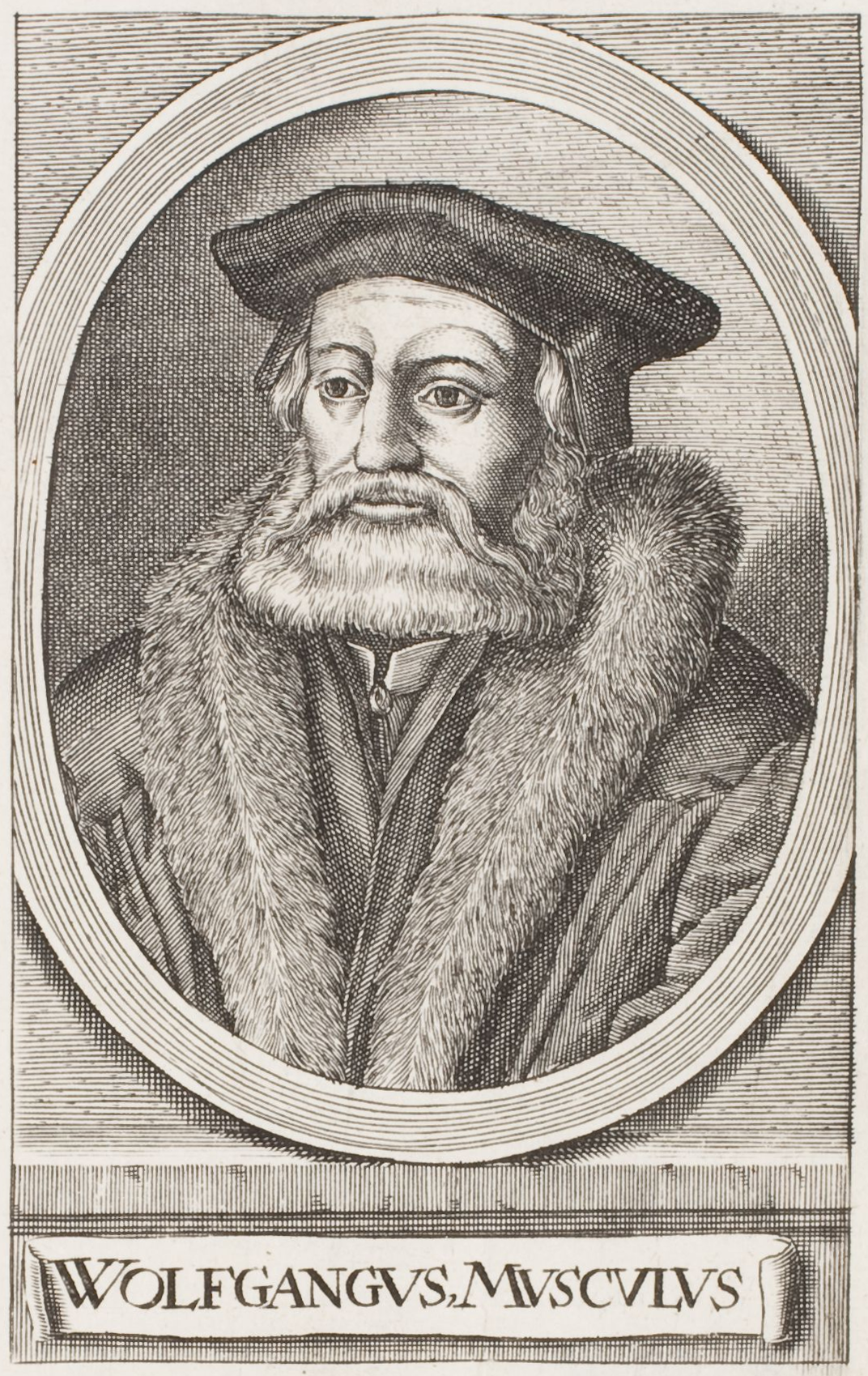
Wolfgang Musculus

Wolfgang Musculus, nacido "Müslin" o "Mauslein" (Dieuze, Lorena, Francia, 10 de septiembre de 1497 - Berna, Suiza, 30 de agosto de 1563) fue un teólogo y reformador alemán.

## Vida
Nació en la aldea de Dieuze, Mosela, en una zona de habla alemana (desde la Guerra de los Treinta Años es una zona de habla francesa). A los 15 años de edad ingresó en un convento benedictino cerca de Lixheim y a los 20 años predicaba en el convento y sus parroquias. En 1518 leyó las obras de Martín Lutero, iniciador de la Reforma protestante, y se hizo seguidor de este movimiento.
En 1527 dejó el convento y se casó con una sobrina de su antiguo prior; posteriormente sirvió como diácono de la Catedral de Estrasburgo y predicador asistente de Matthäus Zell. Allí aprendió el idioma hebreo y conoció a Martín Bucero y a Wolfgang Capito. Viajó a Augsburgo en 1531. Al cabo de 17 años de servicio, dejó la ciudad después del Interim de Augsburgo y se mudó a Suiza, donde enseñó teología en Berna desde 1549. Allí escribió varios comentarios bíblicos y Loci communes sacrae theologiae (Lugares comunes de la sagrada teología), una obra de teología sistemática.
El compositor alemán Johann Sebastian Bach usó el himno de Musculus de 1530, una paráfrasis del Salmo 23, como el texto para su cantata coral Der Herr ist mein getreuer Hirt, BWV 112, que fue interpretada por primera vez en Leipzig en 1731.